# Anchitheriinae
Los anquiterinos (Anchitheriinae) son una subfamilia extinta de mamíferos de la familia Equidae, la misma familia que incluye a los caballos actuales, las cebras y los burros. El primer género de Anchitheriinae, Mesohippus, aparece en Norteamérica desde el Eoceno Medio hasta el Mioceno Superior; sigue presente en Eurasia (género Sinohippus) hasta el Plioceno Inferior, momento de su extinción.